# Cardepia sociabilis
Cardepia sociabilis là một loài bướm đêm trong họ Noctuidae.